# میان کلی، دیر زیرین
میان کلی (به انگلیسی: Miakili) یک منطقهٔ مسکونی در پاکستان است که در خیبر پختونخوا واقع شده‌است.